# Антигва и Барбуда на Светском првенству у атлетици у дворани 2008.
Антигва и Барбуда је учествовала на  12. Светском првенству 2008. одржаном у Валенсији од 14. до 16. марта.  Репрезентацију Антигве и Барбуде у њеном петом учешћу на светским првенствима у дворани, представљала су двојица атлетичар који учствовали у трци  на 60 метара.
Представници Антигве и Барбуде нису освојили ниједну медаљу, нити су оборили неки рекорд.

## Учесници
Мушкарци:
- Брендан Кристијан — 60 метара
- Данијел Бејли — 60 метара

## Резултати
| Атлетичарка       | Дисциплина | Лични рекорд | Квалификације   | Квалификације   | Полуфинале      | Полуфинале      | Финале               | Финале          | Детаљи |
| Атлетичарка       | Дисциплина | Лични рекорд | Резултат        | Место           | Резултат        | Место           | Резултат             | Место           | Детаљи |
| ----------------- | ---------- | ------------ | --------------- | --------------- | --------------- | --------------- | -------------------- | --------------- | ------ |
| Брендан Кристијан | 60 м       | 6,57НР       | 6,67 КВ         | 2 у гр. 5       | 6,72            | 5 у гр. 1       | Није се квалификовао | 13 / 28 (32)    |        |
| Данијел Бејли     | 60 м       | 6,58         | Дисквалификован | Дисквалификован | Дисквалификован | Дисквалификован | Дисквалификован      | Дисквалификован |        |